# Doce cuentos y una pesadilla
Doce cuentos y una pesadilla es una serie española de televisión, emitida por TVE en 1967 y dirigida por Juan Tébar y Luis Calvo Teixeira.

## Argumento
En la línea iniciada un año antes por Historias para no dormir, de Narciso Ibáñez Serrador, la serie se compone de episodios sin relación argumental entre sí, y que exploran el género de la ciencia ficción, la fantasía y el terror. Su repercusión entre el público fue, sin embargo, mucho menor que la de su predecesora.

## Listado de episodios (parcial)
- 8 de julio de 1967
  - Carlos Ballesteros
  - Agustín González

- Pasen, señores, pasen - 22 de julio de 1967
  - Esperanza Alonso
  - Tomás Blanco
  - Alfonso del Real

- La muchacha de madera - 12 de agosto de 1967
  - Mayrata O'Wisiedo
  - Ángel Picazo

- Soñar acaso - 9 de septiembre de 1967
  - José María Prada
  - Elisa Ramírez

- Por favor, compruebe el futuro - 16 de septiembre de 1967
  - Lola Herrera
  - Charo López
  - José María Prada

- La pesadilla - 7 de octubre de 1967
  - Emilio Gutiérrez Caba
  - Teresa Hurtado